# Siphonogorgia
Siphonogorgia is een geslacht van koralen uit de orde Alcyonacea (de zogenaamde zachte koralen). 

## Kenmerken
De soorten bezitten een opvallend gekleurde stam (rood, paars of geel), van waaruit talloze vertakkingen met poliepen vertrekken. De stam bezit geen uitwendig kalkskelet, maar wordt in zijn vorm gestabiliseerd door een interne waterdruk. De poliepen bezitten acht tentakels en ze verschillend qua kleur meestal sterk van de stam, zodat ze erg opvallen. De soorten voeden zich uitsluitend met plankton.

## Verspreiding en leefgebied
De 52 soorten uit dit geslacht komen voor in het tropische gedeelte van de westelijke Grote Oceaan, rond de Filipijnen en Melanesië, alsook in de Rode Zee. De koralen groeien hoofdzakelijk in sterk stromend water.

## Soorten
- Siphonogorgia alba Utinomi, 1960
- Siphonogorgia alexandri (Nutting, 1908)
- Siphonogorgia annectens Thomson & Simpson, 1909
- Siphonogorgia annulata (Harrison, 1908)
- Siphonogorgia asperula Thomson & Simpson, 1909
- Siphonogorgia boschmai Verseveldt, 1966
- Siphonogorgia chalmersae Verseveldt, 1966
- Siphonogorgia collaris Nutting, 1908
- Siphonogorgia crassa (Wright & Studer, 1889)
- Siphonogorgia cylindrita Kükenthal, 1896
- Siphonogorgia densa Chalmers, 1928
- Siphonogorgia dipsacea (Wright & Studer, 1889)
- Siphonogorgia dofleini Kükenthal, 1906
- Siphonogorgia duriuscula Thomson & Simpson, 1909
- Siphonogorgia eminens Chalmers, 1928
- Siphonogorgia flavocapitata (Harrison, 1908)
- Siphonogorgia fragilis Verseveldt, 1965
- Siphonogorgia godeffroyi Kölliker, 1874
- Siphonogorgia gracilis (Harrison, 1908)
- Siphonogorgia grandior Chalmers, 1928
- Siphonogorgia harrisoni Thomson & Mackinnon, 1910
- Siphonogorgia hicksoni Thomson & Mackinnon, 1910
- Siphonogorgia indica Thomson, 1905
- Siphonogorgia intermedia Thomson & Henderson, 1906
- Siphonogorgia koellikeri Wright & Studer, 1889
- Siphonogorgia lobata Verseveldt, 1982
- Siphonogorgia macrospiculata (Thomson & Henderson, 1906)
- Siphonogorgia macrospina Whitelegge, 1897
- Siphonogorgia media Thomson & Simpson, 1909
- Siphonogorgia miniacea Kükenthal, 1896
- Siphonogorgia mirabilis Klunziger, 1877
- Siphonogorgia obspiculata Chalmers, 1928
- Siphonogorgia obtusa Chalmers, 1928
- Siphonogorgia pallida Studer, 1889
- Siphonogorgia palmata Thomson & Simpson, 1909
- Siphonogorgia pauciflora Chalmers, 1928
- Siphonogorgia pendula Studer, 1889
- Siphonogorgia pichoni Verseveldt, 1971
- Siphonogorgia planoramosa Harrison, 1908
- Siphonogorgia purpurea (Harrison, 1908)
- Siphonogorgia pustulosa Studer, 1889
- Siphonogorgia ramosa Chalmers, 1928
- Siphonogorgia retractilis (Harrison, 1908)
- Siphonogorgia robusta Thomson & Mackinnon, 1910
- Siphonogorgia rotunda Harrison, 1908
- Siphonogorgia rugosa Chalmers, 1928
- Siphonogorgia scoparia Wright & Studer, 1889
- Siphonogorgia simplex Chalmers, 1928
- Siphonogorgia siphonogorgica (Harrison, 1908)
- Siphonogorgia splendens Kükenthal, 1906
- Siphonogorgia squarrosa Studer, 1878
- Siphonogorgia variabilis (Hickson, 1903)